# Friedrich Wendorff
Friedrich Wilhelm August Wendorff (* 1. Januar 1829 in Langenfelde, Pommern; † 1907) war ein deutscher Richter und Parlamentarier.

## Leben
Nach dem Abitur 1847 am Gymnasium Stralsund studierte Friedrich Wendorff Rechtswissenschaften an der Rheinischen Friedrich-Wilhelms-Universität Bonn, der Ruprecht-Karls-Universität Heidelberg und der Friedrich-Wilhelms-Universität Berlin. 1848 wurde er Mitglied des Corps Rhenania Bonn. Nach dem Studium schlug er die Richterlaufbahn ein und wurde Kreisgerichtsrat am Kreisgericht Stralsund. 1874 wurde er außerdem Mitglied des Verwaltungsgerichts in Stralsund. Nachdem er Kreisgerichtsdirektor in Stralsund geworden war, wurde er 1888 zum Präsidenten des Landgerichts Stendal ernannt. Er besaß das Gut Toitz bei Nossendorf.
1873–1876 vertrat Wendorff als Abgeordneter den Wahlkreis Stralsund 2 (Grimmen, Greifswald) im Preußischen Abgeordnetenhaus. Durch seine Ernennung zum Mitglied des Verwaltungsgerichts in Stralsund verlor er am 21. Mai 1874 sein Mandat; er wurde jedoch umgehend wiedergewählt. Er gehörte der Nationalliberalen Partei an. Er erhielt den Charakter als Geh. Oberjustizrat.
Er war verheiratet mit Caroline Emilie geb. Zober. Hugo Wendorff war ein Sohn des Paares. Zur Erinnerung an seinen am 12. August 1876 verstorbenen Sohn Hermann errichtete Friedrich Wendorff die Hermann Wendorffsche Stiftung mit einem Kapital von 500 Mk. zur Auszeichnung für einen Obertertianer am Gymnasium Stralsund.